# Pernegg
Pernegg là một thị trấn ở huyện Horn trong bang Niederösterreich, ở nước Áo. Đô thị này có diện tích 36,59 km², dân số năm 2001 là 744 người.